# Sokkel (beeld)

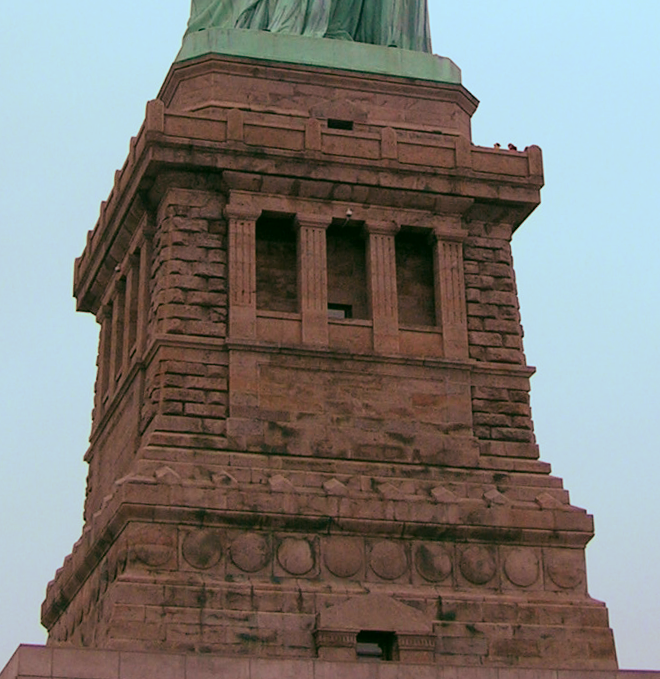
Voetstuk van het Vrijheidsbeeld

Een sokkel, piëdestal of voetstuk is een onderstuk van steen of hout waarop een beeldhouwwerk wordt geplaatst. Dat maakt het imposanter en op grotere afstand te zien. Als het een laag beeldhouwwerk is, en het komt door de sokkel op ooghoogte, is het zo gemakkelijker van dichtbij te bekijken. Verder staat er soms informatie over het beeldhouwwerk op de sokkel.
Meestal zijn sokkels onder beelden vierkant of rechthoekig, wat de beelden een statisch en robuust karakter geeft. Sommige beelden hebben een bolvormige sokkel, waardoor de beelden lijken te zweven.
Soms is de sokkel een kunstwerk op zich, zoals bij een Gallo-Romeinse Jupiterzuil, waarvan de sokkel meestal uit een gebeeldhouwde viergodensteen bestaat.
Bekend is de lege, vierde sokkel (fourth plinth) vóór de National Gallery op Trafalgar Square in Londen, die sinds 1999 wordt gebruikt voor wisselexposities.